# Seul au monde
Pour les articles homonymes, voir Seuls au monde.
Pour plus de détails, voir Fiche technique et Distribution.
Seul au monde (Cast Away) est un film américain réalisé par Robert Zemeckis, sorti en 2000.
Le tournage de cette robinsonnade a eu lieu au nord-ouest des Fidji, sur l'île volcanique de Monuriki. Les transports entre l'île et le continent furent réalisés par la société FedEx, qui en échange plaça son produit (dans ce cas son service) à son avantage dans le film.
On retrouve en tête d’affiche Tom Hanks (d’ailleurs nommé pour le meilleur acteur dans un rôle principal à la 73e cérémonie des Oscars), mais aussi Helen Hunt et Nick Searcy. Le film a pour protagoniste un employé de FedEx naufragé sur une île inhabitée après le crash de son avion dans le Pacifique sud, et relate ses tentatives de survie sur l’île en utilisant les restes de la cargaison qu'il acheminait.
Ce fut un succès critique et commercial, avec 424 millions de dollars de recettes dans le monde dont 233 aux États-Unis. En France, 1 792 436 spectateurs sont allés le voir en salles.

## Synopsis

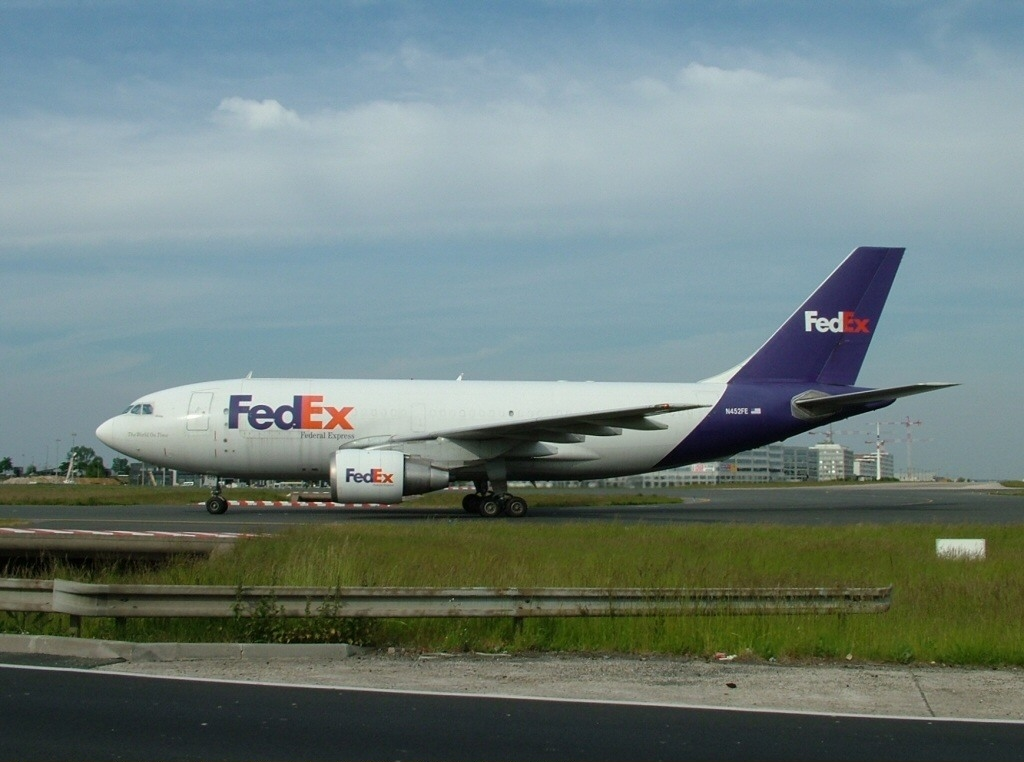
Un avion FedEx à l'aéroport de Roissy-Charles-de-Gaulle.

En décembre 1995, Chuck Noland est un ingénieur qui voyage à travers le monde pour résoudre les problèmes de productivité dans les dépôts FedEx. Il vit en couple avec Kelly Frears, à Memphis, au Tennessee. Ils projettent de se marier, mais le calendrier chargé de Chuck les gêne sans cesse. Un soir de Noël, Kelly passe les fêtes avec ses parents sans Chuck, qui est lui réquisitionné en urgence pour résoudre un problème en Malaisie.
Pendant le vol, une violente tempête se lève. Mis à mal, l'avion qui emporte Chuck tombe dans l'océan Pacifique. Chuck survit grâce à un radeau de sauvetage gonflable, mais sa balise de détresse disparaît. Il perd conscience et dérive toute la nuit.
Le lendemain, il se réveille sur une île. En l'explorant, il découvre bientôt qu'elle est déserte. Plusieurs des colis FedEx que transportait l'avion s'échouent sur le rivage, ainsi que le cadavre d'un des pilotes, qu'il enterre. Chuck tente de quitter l'île avec les restes de son radeau de sauvetage, mais ne parvient pas à franchir les hautes vagues qui déferlent tout autour de l'île en raison du récif corallien qui l'entoure. Il se met alors en quête de nourriture, d'eau douce et d'un abri. En ouvrant les colis rejetés par la mer, il récupère divers objets de toutes natures, qu'il utilise de son mieux pour assurer sa survie. Il laisse un seul colis scellé, marqué de deux ailes d'ange.
Un jour, il se blesse la main en essayant de faire du feu. Cédant alors soudainement à la colère et à la douleur, dans un accès de rage, il jette au loin plusieurs objets, dont un ballon de volley-ball qu'il récupère ensuite ; ayant dessiné dessus un visage, il le baptise « Wilson » (le nom de la marque inscrite sur le ballon) et développe une amitié fictive avec lui, pour éviter de sombrer dans la folie de la solitude. Une nuit, Chuck estime que pour que les sauveteurs découvrent le site de l'accident, ils devront explorer une zone deux fois plus grande que le Texas : il acquiert ainsi la conviction qu'il ne sera jamais retrouvé.
Quatre ans plus tard, Chuck s'est adapté aux conditions de vie spartiates de l'île. Il excelle dans la pratique du harponnage. Il mène des conversations régulières avec son ballon Wilson, seul moyen de simuler une quelconque relation sociale. Un jour, un panneau en plastique vient s'échouer sur les rochers de l'île. Le naufragé a alors l'idée de s'en servir comme voile pour quitter l'île sur un radeau. Après avoir construit un radeau de fortune et attendu des conditions météorologiques optimales (en utilisant un analemme qu'il a créé dans sa grotte pour surveiller le temps aux différentes époques de l'année), il met à l'eau son radeau et quitte l'île.
Au bout de quelques jours à dériver sur l'océan, une tempête s'abat sur son radeau et manque de le disloquer. Le lendemain, alors que Chuck dort, le ballon Wilson se détache et tombe à la mer. Chuck, réveillé par le jet d'eau d'une baleine, voit Wilson s'éloigner sur l'eau. Il se jette à l'eau et tente de le rejoindre, mais le ballon s'éloigne trop vite, et Chuck ne peut espérer le rattraper. Chuck retourne alors au radeau et pleure amèrement la perte de celui qui avait été, pendant quatre ans, son seul ami sur l'île. Plus tard, enfin, un cargo de passage le découvre, en train de dériver.
De retour à la civilisation, Chuck apprend qu'il a été déclaré mort ; sa famille et ses amis ont célébré ses funérailles. Kelly, dont le souvenir ne l'a jamais quitté au cours de son séjour sur l'île, s'est mariée et a eu une fille. Après leurs retrouvailles, les deux fiancés séparés se déclarent à nouveau leur amour mutuel. Mais Kelly est désormais engagée envers sa nouvelle famille ; ils savent qu'ils ne peuvent pas se réunir, et, se résignant à leur sort, ils se séparent tristement. Kelly donne à Chuck la voiture qu'ils partageaient autrefois.
Quelque temps plus tard, après avoir racheté un ballon de volley-ball identique à Wilson, Chuck se rend à Canadian, au Texas, pour restituer le colis marqué de deux ailes d'ange, à son expéditeur, une femme appelée Bettina Peterson. Mais, personne ne répond quand il se présente à son domicile : il laisse le paquet à la porte avec un mot disant que ce colis lui a sauvé la vie. Il repart, pour s'arrêter un peu plus loin à un carrefour où il déplie une carte routière. Une jeune femme au volant d'une camionnette s'arrête alors et lui propose aimablement de lui indiquer son chemin. Alors qu'elle s'éloigne en direction du domicile de Bettina Peterson, Chuck remarque que sa camionnette porte des ailes d'ange à l'arrière, identiques à celles du colis. Resté debout au milieu du carrefour, il cherche sa route. Il regarde alors en direction de la jeune femme qui s'éloigne et esquisse un sourire : il a compris qu'il vient de croiser Bettina Peterson.

## Fiche technique
Sauf indication contraire, les informations mentionnées dans cette section peuvent être confirmées par les bases de données cinématographiques IMDb et Allociné,  présentes dans la section « Liens externes ».
- Titre original : Cast Away
- Titre français : Seul au monde
- Réalisation : Robert Zemeckis
- Scénario : William Broyles Jr.
- Musique : Alan Silvestri
- Direction artistique : Stefan Dechant, Elizabeth Lapp et William James Teegarden
- Décors : Rick Carter
- Costumes : Joanna Johnston
- Maquillage : Daniel C. Striepeke, Deborah La Mia Denaver et Bill Myer
- Coiffure : Kathryn Blondell et Darrell Redleaf-Fielder
- Photographie : Don Burgess
- Son : Tom Johnson, William B. Kaplan, Dennis Leonard, Dennis S. Sands, Randy Thom
- Montage : Arthur Schmidt
- Effets spéciaux : John Frazier, Ken Ralston, Ken Pepiot (en)
- Production : Tom Hanks, Jack Rapke (en), Steve Starkey et Robert Zemeckis
  - Production déléguée : John Bradshaw
  - Production associée : Steven J. Boyd et Cherylanne Martin
- Sociétés de production : ImageMovers et Playtone, présenté par Dreamworks Pictures et Twentieth Century Fox
- Sociétés de distribution : Twentieth Century Fox (États-Unis) ; United International Pictures (France, Suisse romande)
- Budget : 85 millions de $[2] ; 90 millions de $[3]
- Pays de production :  États-Unis
- Langues originales : anglais, russe
- Format : couleur (DeLuxe) — 35 mm — 1,85:1 (Panavision) — son SDDS / DTS / Dolby Digital
- Genre : aventure, drame, romance, survie
- Durée : 143 minutes
- Dates de sortie[4] :
  - États-Unis, Québec : 22 décembre 2000[5]
  - France, Belgique, Suisse romande : 17 janvier 2001[6],[7],[8]
- Classifications : 
  - États-Unis : accord parental recommandé, film déconseillé aux moins de 13 ans (PG-13 - Parents Strongly Cautioned)[N 1]
  - France : tous publics[9]
  - Belgique : tous publics (Alle Leeftijden)[7]
  - Suisse romande : interdit aux moins de 12 ans[10]
  - Québec : tous publics (G - General Rating)[5]

## Distribution
- Tom Hanks (VF : Jean-Philippe Puymartin) : Chuck Noland
- Helen Hunt (VF : Josiane Pinson) : Kelly Frears
- Chris Noth (VF : Pascal Germain) : Jerry Lovett, le mari de Kelly
- Nick Searcy (VF : Pierre Laurent) : Stan
- Jenifer Lewis (VF : Naëlle Kerjoas Roux) : Becca Twig
- Semion Suradikov : Nikolai
- Lari White (en) (VF : Julie Dumas) : Bettina Peterson
- Nan Martin : la mère de Kelly
- Vince Martin (en) : Albert Miller
- Joe Ranft : (VF : Pierre Dourlens) : le capitaine de Londres

## Production

### Genèse et développement
Le scénario du film s'inspire librement du roman Robinson Crusoé de Daniel Defoe, publié en 1719. Ainsi le naufrage d'un navire au large d'une île est remplacé par un accident d'avion dont Chuck Noland est le seul survivant. Tout comme son modèle, Noland ne parvient pas à s'échapper de l'île, les vagues le repoussant toujours vers la terre. À l'inverse, Chuck est — si on fait abstraction du ballon Wilson qui est personnifié — totalement seul sur l'île, contrairement à Robinson Crusoé qui rencontre un indigène baptisé Vendredi. De plus, il ne reste sur l'île que quatre ans tandis que Robinson y reste plus de vingt-huit ans.

### Attribution des rôles
Tom Hanks retrouve le réalisateur Robert Zemeckis après Forrest Gump en 1994, pour lequel il avait reçu l'Oscar du meilleur acteur.
Helen Hunt, célèbre à la télévision grâce à la série Dingue de toi, obtient le rôle de Kelly, la fiancée de Chuck.

### Tournage
Le tournage commence à Moscou début 1999, se poursuit à Los Angeles, puis aux Fidji, notamment sur l'île Monuriki. Le tournage se déroule en deux phases, séparées l'une de l'autre d'environ une année, pour permettre à Tom Hanks de changer son apparence physique, en perdant du poids (passant de 100 à 77 kg) et en se laissant pousser la chevelure et la barbe. Durant cet intermède, le réalisateur Robert Zemeckis et une partie de l'équipe tournent un autre film : Apparences. L'équipe retourne ensuite aux Fidji.
L'île déserte qui allait servir de décor principal a été très difficile à trouver. L'équipe de tournage a parcouru la plupart des archipels du Pacifique sud avant de découvrir l'île volcanique de Monuriki, au nord-ouest des Fidji.

#### Faux raccords
- Lorsque Chuck marche dans l'eau, on aperçoit une ombre sur une de ses mains qui tient un bâton. Elle provient vraisemblablement de la caméra qui le filme.
- Lorsque Chuck jette un coup d'œil au portefeuille d'Albert Miller, récupéré sur le cadavre de ce dernier, le permis de conduire indique que le défunt est né en 1949. Plus tard, en faisant une pierre tombale, Chuck inscrit comme année de naissance 1950.
- Parmi les colis ayant échoué sur l'île, Chuck découvre le ballon Wilson dans son emballage. Plus tard, quand Chuck panse sa blessure à la jambe, le ballon apparaît déballé derrière lui puis, quelques minutes plus tard, réapparaît dans son emballage d'origine.

### Musique
La bande originale minimaliste du film est composée par Alan Silvestri, collaborateur régulier de Robert Zemeckis. La bande son du film est cependant remarquable par son absence de musique et par la présence d'effets sonores et de bruits en tout genre, pour renforcer l'isolement de Chuck Au début du film, on entend cependant la chanson traditionnelle russe écrite par Lev Knipper, Plaine, ma plaine (Polyushko, Polye), chantée par des enfants. Elle n’apparaît pas dans le CD commercialisé comme B.O. du film. Ce disque est en fait une anthologie des compositions de Silvestri pour les films de Zemeckis, excepté l'inédit End credits (générique de fin).
Liste des titres
1. Cast Away – 3:44
2. Wilson, I'm Sorry – 1:39
3. Drive to Kelly's – 3:54
4. Love of My Life – 1:47
5. What the Tide Could Bring – 3:39
6. Crossroads – 2:08
7. End Credits – 7:29

## Distinctions

### Récompenses
| Récompenses 2000-2002 du film Seul au monde | Récompenses 2000-2002 du film Seul au monde           | Récompenses 2000-2002 du film Seul au monde          | Récompenses 2000-2002 du film Seul au monde                                                 | Récompenses 2000-2002 du film Seul au monde |
| Années                                      | Évènements                                            | Catégorie / Récompense                               | Nommé(es) / Lauréat(es)                                                                     |                                             |
| ------------------------------------------- | ----------------------------------------------------- | ---------------------------------------------------- | ------------------------------------------------------------------------------------------- | ------------------------------------------- |
| 2000                                        | New York Film Critics Circle Awards                   | Meilleur acteur                                      | Tom Hanks                                                                                   |                                             |
| 2001                                        | ASCAP Film and Television Music Awards                | Meilleur compositeur d'un blockbuster                | Alan Silvestri                                                                              |                                             |
| 2001                                        | Blockbuster Entertainment Awards                      | Second rôle féminin préférée dans un film dramatique | Helen Hunt                                                                                  |                                             |
| 2001                                        | Chicago Film Critics Association Awards               | Meilleur acteur                                      | Tom Hanks                                                                                   |                                             |
| 2001                                        | Christopher Awards                                    | Meilleur long métrage                                | Joan Bradshaw, William Broyles Jr., Tom Hanks, Jack Rapke, Steve Starkey et Robert Zemeckis |                                             |
| 2001                                        | Critics' Choice Movie Awards                          | Meilleur objet inanimé                               | Wilson (le ballon)                                                                          |                                             |
| 2001                                        | Golden Globes                                         | Meilleur acteur dans un film dramatique              | Tom Hanks                                                                                   |                                             |
| 2001                                        | Golden Screen                                         | Prix de l’écran d'or                                 | Seul au monde                                                                               |                                             |
| 2001                                        | Hollywood Makeup Artist and Hair Stylist Guild Awards | Meilleurs maquillages contemporains                  | Daniel C. Striepeke, Deborah La Mia Denaver et Bill Myer                                    |                                             |
| 2001                                        | Online Film and Television Association                | Meilleur acteur                                      | Tom Hanks                                                                                   |                                             |
| 2001                                        | Online Film and Television Association                | Meilleur mixage de son                               | Tom Johnson, William B. Kaplan, Dennis S. Sands et Randy Thom                               |                                             |
| 2001                                        | Online Film Critics Society Awards                    | Meilleur acteur                                      | Tom Hanks                                                                                   |                                             |
| 2001                                        | Prix Bogey                                            | Prix Bogey d’or                                      | Seul au monde                                                                               |                                             |
| 2001                                        | Teen Choice Awards                                    | Meilleure alchimie                                   | Tom Hanks et Wilson the Volleyball                                                          |                                             |
| 2002                                        | Jupiter Awards                                        | Meilleur acteur international                        | Tom Hanks                                                                                   |                                             |

### Nominations
| Nominations 2000-2012 du film Seul au monde | Nominations 2000-2012 du film Seul au monde       | Nominations 2000-2012 du film Seul au monde                               | Nominations 2000-2012 du film Seul au monde                                                       | Nominations 2000-2012 du film Seul au monde |
| Années                                      | Évènements                                        | Catégorie / Récompense                                                    | Nommé(es) / Lauréat(es)                                                                           |                                             |
| ------------------------------------------- | ------------------------------------------------- | ------------------------------------------------------------------------- | ------------------------------------------------------------------------------------------------- | ------------------------------------------- |
| 2000                                        | Awards Circuit Community Awards                   | Meilleur acteur dans un rôle principal                                    | Tom Hanks                                                                                         |                                             |
| 2000                                        | Awards Circuit Community Awards                   | Meilleur scénario original                                                | William Broyles Jr.                                                                               |                                             |
| 2000                                        | Awards Circuit Community Awards                   | Meilleur mixage de son                                                    | Seul au monde                                                                                     |                                             |
| 2000                                        | Awards Circuit Community Awards                   | Meilleur montage sonore                                                   | Seul au monde                                                                                     |                                             |
| 2000                                        | Boston Society of Film Critics Awards             | Meilleur acteur                                                           | Tom Hanks                                                                                         |                                             |
| 2000                                        | Las Vegas Film Critics Society Awards             | Meilleur acteur                                                           | Tom Hanks                                                                                         |                                             |
| 2000                                        | Las Vegas Film Critics Society Awards             | Meilleur réalisateur                                                      | Robert Zemeckis                                                                                   |                                             |
| 2000                                        | Las Vegas Film Critics Society Awards             | Meilleure photographie                                                    | Don Burgess                                                                                       |                                             |
| 2000                                        | Las Vegas Film Critics Society Awards             | Meilleurs effets visuels                                                  | John Frazier et Ken Ralston                                                                       |                                             |
| 2001                                        | American Cinema Editors                           | Meilleur montage d'un film dramatique                                     | Arthur Schmidt                                                                                    |                                             |
| 2001                                        | Angel Awards                                      | Meilleur long métrage                                                     | Seul au monde                                                                                     |                                             |
| 2001                                        | BAFTA Awards                                      | Meilleur acteur                                                           | Tom Hanks                                                                                         |                                             |
| 2001                                        | Blockbuster Entertainment Awards                  | Acteur préféré dans un film dramatique                                    | Tom Hanks                                                                                         |                                             |
| 2001                                        | Chicago Film Critics Association Awards           | Meilleur réalisateur                                                      | Robert Zemeckis                                                                                   |                                             |
| 2001                                        | Chicago Film Critics Association Awards           | Meilleure photographie                                                    | Don Burgess                                                                                       |                                             |
| 2001                                        | Cinema Audio Society                              | Meilleur mixage sonore pour un long métrage                               | Tom Johnson, William B. Kaplan, Dennis Sands et Randy Thom                                        |                                             |
| 2001                                        | Critics' Choice Movie Awards                      | Meilleur film                                                             | Seul au monde                                                                                     |                                             |
| 2001                                        | Dallas-Fort Worth Film Critics Association Awards | Meilleur acteur                                                           | Tom Hanks                                                                                         |                                             |
| 2001                                        | Golden Trailer Awards                             | Meilleure bande-annonce d’un film dramatique                              | Seul au monde                                                                                     |                                             |
| 2001                                        | Motion Picture Sound Editors                      | Meilleur montage son - Effets sonores et bruitages, long métrage national | Ken Fischer, Sue Fox, Andrea Gard, David C. Hughes, Stephen Kearney, Dennis Leonard et Randy Thom |                                             |
| 2001                                        | MTV Movie + TV Awards                             | Meilleure performance masculine                                           | Tom Hanks                                                                                         |                                             |
| 2001                                        | MTV Movie + TV Awards                             | Meilleur baiser                                                           | Tom Hanks et Helen Hunt                                                                           |                                             |
| 2001                                        | MTV Movie + TV Awards                             | Meilleure scène d'action                                                  | pour l'accident d'avion                                                                           |                                             |
| 2001                                        | MTV Movie + TV Awards                             | Meilleure équipe à l'écran                                                | Tom Hanks et Wilson the Volleyball                                                                |                                             |
| 2001                                        | National Society of Film Critics Awards           | Meilleur acteur                                                           | Tom Hanks                                                                                         |                                             |
| 2001                                        | Online Film and Television Association            | Meilleurs maquillages et coiffures                                        | Gary Archer, Kathryn Blondell, Deborah La Mia Denaver et Daniel C. Striepeke                      |                                             |
| 2001                                        | Online Film and Television Association            | Meilleur montage d'effets sonores                                         | Dennis Leonard                                                                                    |                                             |
| 2001                                        | Online Film and Television Association            | Meilleurs effets visuels                                                  | Jon Frazier, Ken Pepiot et Ken Ralston                                                            |                                             |
| 2001                                        | Online Film and Television Association            | Meilleur moment cinématographique                                         | pour l'accident d'avion                                                                           |                                             |
| 2001                                        | Oscars                                            | Meilleur acteur                                                           | Tom Hanks                                                                                         |                                             |
| 2001                                        | Oscars                                            | Meilleur son                                                              | Tom Johnson, William B. Kaplan, Dennis Sands et Randy Thom                                        |                                             |
| 2001                                        | Phoenix Film Critics Society Awards               | Meilleur acteur                                                           | Tom Hanks                                                                                         |                                             |
| 2001                                        | Phoenix Film Critics Society Awards               | Meilleure photographie                                                    | Don Burgess                                                                                       |                                             |
| 2001                                        | Screen Actors Guild Awards                        | Meilleur acteur dans un premier rôle                                      | Tom Hanks                                                                                         |                                             |
| 2001                                        | Turkish Film Critics Association (SIYAD) Awards   | Meilleur film en langue étrangère                                         | 17ème place                                                                                       |                                             |
| 2010                                        | Gold Derby Awards                                 | Meilleur acteur de la décennie                                            | Tom Hanks                                                                                         |                                             |
| 2012                                        | Festival du film Jules Verne                      | Meilleur film d'aventure ou de science-fiction                            |                                                                                                   |                                             |

## Éditions en vidéo
En France, le film Seul au monde est sorti plusieurs fois en DVD :
- le 25 septembre 2001 en édition spéciale[17]
- le 1er mars 2005 en édition simple[18]
- le 1er août 2006 en édition spéciale[19]
- le 3 août 2006 en édition simple[20]

Par la suite, le film est ressorti en Blu-ray le 1er juin 2012 et en VOD le 15 octobre 2017.

## Une publicité pendant et après le film
La marque FedEx est omniprésente au cours du film et clairement mise en vedette avec notamment l’apparition du patron de la société en personne. Près de 1 500 salariés de l'entreprise ont par ailleurs figuré dans le film. Tout est mis en œuvre pour le respect de la livraison, au point que Chuck Noland, par conscience professionnelle, remet le paquet non ouvert en main propre.
La marque Wilson est un personnage du film. C'est l’un des placements de produit les plus longs dans un long-métrage (143 min).
La société FedEx, qui s'est occupée de la logistique pendant 2 ans, a fait concevoir un spot parodique de son héros, diffusé a la TV américaine, qui fait référence au film Seul au monde, pour vanter à nouveau son professionnalisme. Les téléspectateurs peuvent assister à la remise du dernier paquet. La destinataire l'ouvre et découvre qu'ironiquement, il contenait un téléphone satellitaire portable, un localisateur GPS, une canne à pêche, un purificateur d'eau et un sachet de graines, objets qui auraient permis au héros du film de se tirer rapidement d'affaire.[source insuffisante]